# Enrique Scalabroni

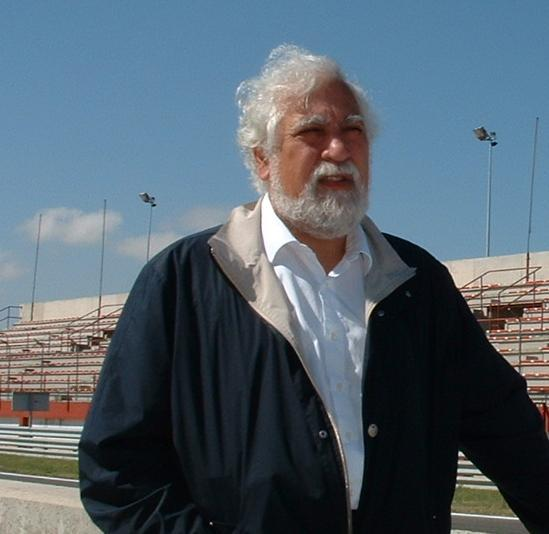
Enrique Scalabroni 2006

Enrique Hector Scalabroni (* Oktober 1949 in Córdoba) ist ein argentinischer Fahrzeugdesigner. 2003 gründete er das Formel-3000- und GP2-Serie-Team BCN Competición.
Scalabroni studierte in den 1960er-Jahren Maschinenbau an der Technischen Universität Buenos Aires. In den 1970er-Jahren begann er als Techniker für verschiedene argentinische Rennteams zu arbeiten, die in verschiedenen heimischen Monoposto-Serien engagiert waren. Für die argentinische Formel-2-Meisterschaft baute er seine ersten Rennwagen.
1982 kam Scalabroni nach Europa und wurde von Dallara verpflichtet. Er entwarf nicht nur den ersten Windkanal des Teams, sondern war auch für dessen Formel-3-Fahrzeuge verantwortlich. 1985 wechselte er zu Williams in die Formel 1. Er hatte großen Einfluss auf die Entwicklung der Rennfahrzeuge. Gemeinsam mit Patrick Head entwarf und konstruierte er den Williams FW11, mit dem das Team die Formel-1-Weltmeisterschaft gewann.
1989 kam er als Aerodynamiker und Chefdesigner zu Ferrari. Der in enger Zusammenarbeit mit Steve Nichols entstandene Ferrari 641 war 1990 das Einsatzfahrzeug der Scuderia. Alain Prost und Nigel Mansell gewannen mit dem 641 1990 sechs Grand-Prix-Rennen.
Nach nur zwei Jahren verließ Scalabroni die italienische Rennmannschaft wieder und baute bei Lotus den 102B. Die 1990er-Jahre waren geprägt von unterschiedlichen Projekten, an denen er sich beteiligte. Er arbeitete bei Peugeot und war an der Entwicklung des Peugeot 905 ebenso beteiligt wie am letztendlich aufgegebenen Formel-1-Projekt der französischen Marke.
Anfang der 2000er-Jahre kam er zu Asiatech, die Peugeot-Formel-1-Motoren für die Teams von Minardi und Arrows präparierten. 2003 gründete er schließlich seine eigene Rennmannschaft, die BCN Competición. Mit Enrico Toccacelo als Fahrer sicherte sich das Team gleich im ersten Jahr den zweiten Gesamtrang in der Formel-3000-Meisterschaft, das beste Ergebnis für das Team, das 2008 nach finanziellen Schwierigkeiten verkauft werden musste.